# Why I Am Not a Muslim
Why I Am Not a Muslim (Nederlands: Waarom ik geen moslim ben) is een Engelstalig boek geschreven door de Pakistaans-Amerikaanse ex-moslim Ibn Warraq dat de islam en de Koran bekritiseert. Het werd voor het eerst in 1995 in de Verenigde Staten gepubliceerd door Prometheus Books. De titel van het boek is een eerbetoon aan het essay Waarom ik geen christen ben (1927) van de Britse filosoof Bertrand Russell, waarin Russell de christelijke religie waarmee hij was opgevoed bekritiseerde.

## Motief, inhoud en recensies
De Brits-Indische schrijver Salman Rushdie publiceerde in 1988 de roman De duivelsverzen en kreeg vervolgens op 14 februari 1989 een fatwa van de Iraanse ayatollah Khomeini en talloze doodsbedreigingen over zich heen. Naar aanleiding van zijn woede hierover, besloot Ibn Warraq (geboren in Brits-Indië, opgegroeid in Pakistan) zijn pseudoniem aan te nemen en dit boek te schrijven om zich net als Rushdie af te zetten tegen de islam waarmee hij was opgevoed. De Amerikaanse historicus en auteur Daniel Pipes noemde het een "serieus en uitdagend boek" waarmee een "wetenschappelijke voorhamer"-aanpak gebruikte om de islam te "slopen". Warraq beweerde dat het werk zijn bijdrage is ('my war effort') in de strijd tegen het soort mensen dat Rushdie zou willen vermoorden.
De auteur bekritiseert in zijn polemiek de islamitische mythologie, theologie, historische prestaties en huidige culturele invloed. Warraq leunde hierbij grotendeels op eerder gedaan onderzoek en leverde daarbij volgens Engels filosoof Antony Flew een 'compilatie van onschatbare waarde' omtrent de tekortkomingen van de islam. Flew schreef dat het boek 'een overtuigende casus maakt' dat de islam 'volkomen onverenigbaar is met individuele rechten en vrijheden van een liberale, democratische, seculiere staat'. Volgens Warraq kan men alleen maar geloven dat de Koran het woord van God is of moet men concluderen dat Mohammed een leugenaar was. Bovendien heeft de vooruitgang die er geboekt is in de moderne historisch-kritische exegese van de Bijbel ernstige en mogelijk schadelijke gevolgen voor het geloof in de onfeilbaarheid van de Koran als dat heilig boek aan dezelfde wetenschappelijke kritiek zou worden onderworpen.
De Nederlandse arabist Hans Jansen merkte op dat 'het opvalt dat Ibn Warraq in dit eerste boek geen enkel verschil maakt tussen de 'gewone' islam en het islamitisch fundamentalisme. Beide keren zich met volle kracht tegen de vrijheid van meningsuiting.' Jansen vroeg zich af of de islamkritiek die Warraq, Rushdie en andere Brits–Indische schrijvers zoals V.S. Naipaul en Arun Shourie vertoonden wellicht zo 'onbarmhartig' was – vergeleken bij de veel 'zachtzinnigere' benadering die doorgaans door christelijke en joodse schrijvers wordt gehanteerd – door restanten van Brits-koloniale of 'hindoe-vooroordelen', of wellicht omdat deze auteurs zich niet geremd voelen om een andere abrahamitische religie op de korrel te nemen.

## Edities
- (Engels) Prometheus Books (hardcover), 1995, ISBN 0-87975-984-4
- (Frans) Age d'homme, (1999), ISBN 2-8251-1259-3
- (Perzisch), 2000
- (Engels) Prometheus Books (paperback), 2003, ISBN 1-59102-011-5
- (Spaans) Ediciones del Bronce, Barcelona, 2003 ISBN 84-8453-146-5
- (Deens) Lindhardt og Ringhof, 2004, ISBN 87-595-2065-5